# Mghart
Mghart (en arménien Մղարթ) est une communauté rurale du marz de Lorri en Arménie. En 2008, elle compte 525 habitants.